# Julie Hodgson
Julie Hogdson é uma conhecida autora inglesa cujos livros para crianças e adolescentes foram já publicados em diversas línguas, incluindo a portuguesa. 
A autora nasceu em 1962 na cidade de Burton-Upon-Trent, em Inglaterra, onde viveu até aos 11 anos, altura em que se mudou para Mablethorpe, Lincolnshire. Aos 17 anos era independente tendo-se mudado para a Alemanha durante 3 anos, onde foi ama de crianças.
Regressada a Inglaterra, Julie passou dois anos como auxiliar num hospital para pessoas com menos capacidades motoras e mentais. Foi nessa altura que conheceu o seu marido, John Hodgson, que fez mudar a sua vida para sempre. Casada aos 21 anos, um ano depois Julie teve a sua primeira filha, Sarah.
A Julie tornou-se assim numa verdadeira aventura, tendo vivido em diversos países num curto de espaço de tempo, seguindo de perto a carreira do seu marido e sendo mãe a tempo inteiro. Viveu em sítios tão diferentes como a Malásia, Singapura, Malta, Suécia e Líbia, onde escrevia a suas histórias e onde se inspirava para novos livros.
Em 1987, Julie encontrava-se novamente grávida do seu segundo filho, Tristan John, que nasceu em Lancaster, Inglaterra. No entanto, ainda no decorrer desse ano, a recentemente aumentada família voltou a mudar-se para a Suécia e de seguida para o Kuwait. Neste país, Julie trabalhou como professora enquanto escrevia uma coluna para crianças no prestigiado jornal The Times naquele país. Foi também no Kuwait que escreveu um dos seus livros com maior sucesso, Polly Mae. 
A família regressou à Suécia em 1989, onde Julie prosseguiu a sua carreira como escritora e foi convidada pelo jornal Vastmanlands Tidning para escrever, uma vez por semana, pequenas histórias para crianças. Em 1997, a família mudou-se para o Reino Unido, tendo ficado um ano em Inglaterra e finalmente assentado na Escócia.
Em 2007 aconteceu nova viragem na vida de Julie, quando a família decidiu que queria viver em Portugal. Apaixonados pelo clima, pelas pessoas e pela comida portuguesa, mudaram-se para Avis, distrito de Portalegre, que Julie descreve como sendo o paraíso. Foi aqui que Julie escreveu a maior parte das suas histórias, incentivada pelo calor, pela tranquilidade e paz que o Alentejo proporciona.  
Livros Publicados em Portugal
A autora Julie Hodgson 
http://www.juliehodgson.com possui, até agora, nove livros traduzidos em português.  www.operaomnia.pt.
São eles:
Os Dois Cavaleiros (até aos 6 anos)
Um dragão e um cavaleiro que podes ser tu... Então o que fazer? Levantar e lutar? Ou correr como o vento? Leia toda a minha história do começo ao fim... Um conto de dois cavaleiros, um dragão roxo e a arte de partilhar...
ZodoFF O Poder dos 3 (dos 11 aos 14 anos)
"ZodoFF O poder dos 3" é uma história de Ficção Científica, passada na Terra e no mundo daqui a 100 anos. A desordem reina e tudo está descontrolado. E agora é a altura da vingança! A escrita de Julie permite-nos acompanhar três crianças que tentam marcar a   diferença num mundo onde o medo, a suspeita, o politicamente correto, a avarice e o poder reinam acima de tudo o resto. O livro é uma perfeita montanha russa   de   acontecimentos,   sentimentos   e   aventuras   que terminam na redenção do mundo, através da visão cândida de uma criança e da sua perspetiva perante a vida na Terra.

Mothaich A pequena vigilante(dos 11 aos 14 anos)
Essy tem 8 anos e é a protagonista desta história. Num mundo de encantar, ela foi protegida durante toda a vida por criaturas misteriosas, mágicas e fantásticas! E é com estes seres que a menina entra numa viagem extraordinária, através de mundos e tempos onde encontrará desafios e surpresas que nunca imaginaria que  pudessem  existir!  Essy  tinha  sido a  escolhida  para  impedir  os terríveis  planos  de  um  personagem  perigoso e  para  isso teria  que
aprender um difícil feitiço! Queres entrar no mundo de Mothaich? Então é melhor guardares segredo...
(26)
'Jodie and the library card'
http://www.jodieandthelibrarycard.com (27) (29) (31)
Jodie Broom and the book of the Rose (14) http://readersfavorite.com/book-review/jodie-broom
Jodie Broom: O Livro da Rosa é o livro dois da série de fantasia / ficção científica para crianças e pré-adolescentes de Julie Hodgson, com ilustrações de Alexandre Vieira. Jodie continua revisitando o passado, tentando ver se ela pode de alguma forma manipular o tempo para evitar o acidente que colocou os seus pais em estado de coma. Ela revive a sua última festa de aniversário e pode até senti-los, cada um dando-lhe um beijo de aniversário, mas no fundo ela percebe que nem a sua mãe nem o seu pai iriam querê-la sentada a fazer o seu luto. Eles quereriam que ela saísse e experimentasse a vida. Jodie adora viajar no tempo, e o seu cartão de biblioteca permite que ela faça exatamente isso. Enquanto a terrível bibliotecária, Noble, confiscou a maior parte das cartas das crianças para evitar que viajassem no tempo, os amigos de Jodie - Otso, Kai e o troll Mooshka - tornaram possível que Jodie continuasse os seus passeios pela história. Jodie é de 2075 e vai visitar Otso na sua fazenda em 1955 é uma de suas coisas favoritas.
Em Outubro de 2012 foi o lançamento do maior best seller  da  autora  e  muito solicitado  pelas  escolas  portuguesas,  mesmo na versão original – inglês. Com milhares de cópias vendidas por todo o mundo na sua versão original, apreciada por pais, filhos e professores e com dezenas de críticas positivas avançadas pela imprensa internacional, a obra chega agora às livrarias portuguesas numa fantástica publicação bilingue (Inglês e Português) pela editora OPERA OMNIA. (9) (28)
Em novembro de 2016, a versão em inglês de Jodie e o cartão da biblioteca ganharam os prestigiosos prêmios internacionais de livros de Leitores em Miami. Vários dos seus livros estão nomeados para prêmios em 2017. Lilly Pepper Tree, Finding Fizz, the gift and All you need is love and a big handbag. Julie também escreve thrillers sob o nome  R.T.Broughton (20) (21) (aproximando-se agora a estreia do seu thriller de ficção de adultos) http://readersfavorite.com/book-review/jodie-broom
Lilly Peppertree. (11) http://www.lillypeppertree.com   (12) http://readersfavorite.com/book-review/lilly-peppertree
Finding Fizz (13) (18) http://readersfavorite.com/book-review/finding-fizz (YA)
O quê que estaria disposto a fazer para alcançar o verdadeiro amor? A resposta de Julie Hodgson a essa pergunta é viver até que acerte. Encontrar Fizz é uma encantadora história de amor que agarra o leitor desde o início. O conflito do homem versus destino / destino é retratado de uma forma excecional. Esta fascinante narrativa abunda em imagens exóticas, poéticas e românticas. O enredo desenrola-se em três reinos distintos, fazendo a narrativa mover-se e fluir através do tempo. Décadas e séculos são como minutos e dias. O tema do amor vencerá tudo, até a morte e a eternidade, ecoando em cada passagem do tempo. Hodgson faz um trabalho maravilhoso de tecer os seus personagens através das configurações de tempo paralelo. Eles enfrentam os mesmos obstáculos, mas em diferentes épocas do tempo. Apenas quando o leitor acha que tem tudo planeado, é tomado de surpresa. Os elementos da narrativa de fantasia e aventura fazem Finding Fizz uma leitura agradável e mágica. Afinal, às vezes todos nós desejamos ter uma segunda chance na vida; Imagine como seria a vida com um "do-over".
All you need is love and a big handbag (YA) (15) (18) (30)
Quando a mais simplória, desajeitada consegue o homem mais bonito e interessante do campus - o homem que todas as outras meninas queriam e teriam feito de tudo para o conseguirem. Esta história não  vai poder terminar bem. Mas, Maggie tem combatido as probabilidades porque conta já com dez anos de casamento com Jack. No entanto, as páginas do livro do conto de fadas estão a começar a arder e a queimar quando ela começa a questionar a sua fidelidade. Forçada em ação pelas suas suspeitas, é impedida pela sua mãe super e amigo um pouco difícil, Maggie embarca na busca da verdade. O que ela encontra, porém, é uma aventura que a lança diretamente nas garras do perigo e fará com que ela deseje que a infidelidade seja a única coisa com que ela precisa se preocupar.
The Gift (be careful what you wish for) YA (16) (17) (18)
Joe é o fã número um do Natal. Ele absolutamente adora o Natal e não pode esperar com a sua esposa, Beth, por aquilo que eles mais amam fazer: comer tortas picadas, beber vinho quente, aconchegados e a rirem-se enquanto assistem a uma maravilhosa série na TV. No entanto, Beth tem uma ideia um pouco diferente este ano. Ela quer ter uma experiência terrível, e para isso ela convidou a mãe para ficar - a mãe-demônio do inferno, que odeia o Natal e tudo sobre ele? Na verdade, há apenas uma coisa que ela odeia mais do que o Natal ... e que é Joe.
Felizmente, Joe tem um aliado nesta sua guerra contra o monstro alaranjado, mastigando pastilha elástica: um centro comercial Santa que não é tudo o que parece. Este Natal, vai-se apresentar a Joe um presente mágico que ele promete que fará desaparecer o problema, mas esse pontapé inocente parece uma aventura que Joe jamais esquecerá. Se ele puder chegar ao dia de Natal de uma só vez e salvar a sua esposa e filho não nascido de uma vida na Lapônia, ele terá aprendido uma lição vitalmente importante: ter cuidado com o que se deseja ... por pode apenas obtê-lo.
AWARDS
New Apple Book Awards (20)
Readers Favorite International book awards (22) (29)
A Julie tem estado em contato com os media e já foi convidada de honra em vários programas de rádios prestigiadas,como a BBC, a RTL Portugal e a Rádio da Suécia ((Vestmanlands radio).
Julie visita uma infinidade de escolas nacionais e internacionais e a sua personalidade efervescente torna estas visitas informativas numa grande diversão. Tornando-se por vezes difícil que as crianças a deixem sair da sala! A sua última visita foi a Rudbekianska Gymnasiet in Vasteras (Sweden) (10).
Julie sente que os livros são importantes e que as crianças devem ter uma vida despreocupada, feliz, bem ajustada. Infelizmente, neste mundo nem sempre isto acontece. Mas, vamos ter esperança. (24) (25) (27)
O lema de vida da Julie é " Sê sempre o melhor que podes ser!"(23)
O contato com ela pode ser através das exposições dos seus livros, visitas de apresentação ou simplesmente ler algumas das suas histórias às crianças que estão a aprender inglês.
As visitas escolares geralmente ocorrem durante todo o ano e em todo o mundo.